# Jankovo
Jankovo (bulgariska: Янково) är ett distrikt i Bulgarien.   Det ligger i kommunen Obsjtina Smjadovo och regionen Sjumen, i den östra delen av landet, 300 km öster om huvudstaden Sofia.
Trakten runt Jankovo består till största delen av jordbruksmark. Runt Jankovo är det glesbefolkat, med 18 invånare per kvadratkilometer.